# Gary Puckett
Gary Dale Puckett är sångare och gitarrist född 17 oktober 1942 i Hibbing i Minnesota. Han växte upp i Yakima, Washington nära Union Gap och Twin Falls, Idaho.
Puckett blev frontfigur i popgruppen The Union Gap som bildades 1967 i San Diego, USA, först under namnet Gary & The Remarkables. Gruppen upptäcktes av producenten Jerry Fuller efter att de vikarierat som musiker i en amerikansk TV-serie. Gruppen klädde sig i uniformer från amerikanska inbördeskriget och samtliga medlemmar hade gradbeteckningar, Puckett var general. Gruppen fick en hit med sin debutsingel "Woman Woman" (1967) och åstadkom med uppföljaren "Young Girl" (1968) sin största hit.
Förutom Puckett bestod Union Gap av Gary Withem, piano, Dwight Bement på saxofon, Paul Wheatbread på trummor och Kerry Chater på basgitarr. Ingen av dessa musiker medverkade på plattorna, trots att dessa salufördes som "The Union Gap featuring Gary Puckett", senare Gary Puckett & The Union Gap.  I studion kompades Puckett av inlånade studiomusiker som trumslagaren Hal Blaine, gitarristen Tommy Tedesco, blåsaren Jim Horn och basisterna Carol Kaye och Joe Osborn, ett vanligt förfarande på 1960-talet.
Gary Puckett lämnade Union Gap 1970 för att satsa på en karriär som skådespelare och solokarriär som musiker.

## Diskografi
Studioalbum
- Woman, Woman (1968) (som The Union Gap Featuring Gary Puckett)
- Young Girl (1968) (som Gary Puckett & The Union Gap)
- Incredible (1968) (som Gary Puckett & The Union Gap)
- The New Gary Puckett And The Union Gap Album (1969) (som Gary Puckett & The Union Gap)
- Gary Puckett & The Union Gap's Greatest Hits (1970) (som Gary Puckett & The Union Gap)
- The Gary Puckett Album (1971) (som Gary Puckett)